# Louis-Ernest Prince
Louis-Ernest Prince (* 15. November 1857 in Neuenburg; † 3. August 1936 ebenda, heimatberechtigt in Neuenburg und Saint-Blaise) war ein Schweizer Architekt.

## Leben

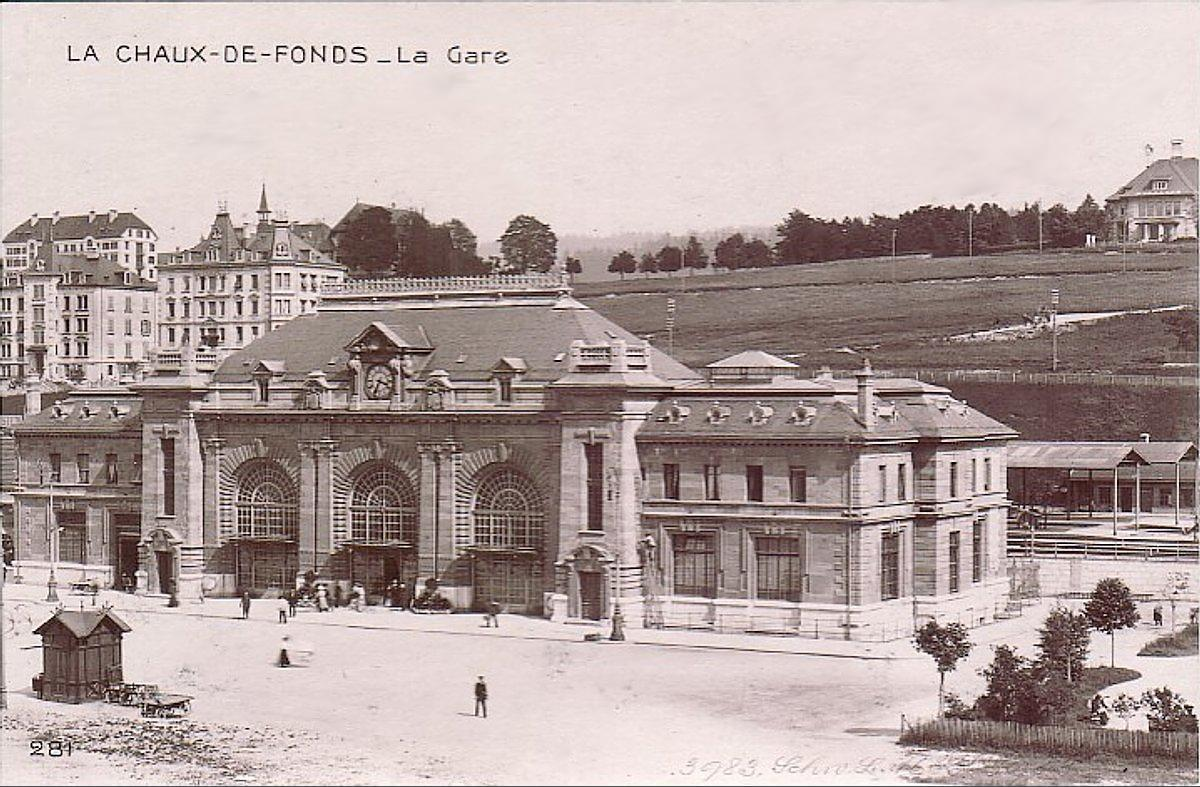
Bahnhof La Chaux-de-Fonds, mit Jean-Béguin, 1903 (Bild vor 1931)

Prince studierte von 1876 bis 1886 an der École des Beaux-Arts in Paris. Er reiste unter anderem nach Spanien, Gibraltar und Marokko und war als Architekt in Brüssel und Paris tätig. In Paris entwarf er das Projekt für das Gerichtsgebäude in Bukarest. Weiter nahm er an Ausgrabungen in Athen bei der Akropolis teil und reiste in den Orient und nach England. Im Jahre 1886 gründete er zusammen mit Jean Béguin ein Architekturbüro in Neuenburg und gewann 1913 mit seinem Entwurf für das neue Bundesgerichtsgebäude den ersten Preis. Im Verlauf der Folgestudien schlossen sie sich mit Alphonse Laverrière zusammen und konnten, nachdem 1921 die definitiven Pläne genehmigt wurden, die Fertigstellung bis 1927 leiten.
Louis-Ernest Prince war ein Mitbegründer des Bunds Schweizer Architekten und präsidierte diesen auch mehrere Jahre; ferner war er von 1917 bis 1923 Präsident der Sektion Neuenburg. 